# Anastásios Bakasétas
Anastásios Bakasétas (grec moderne : Αναστάσιος Μπακασέτας), souvent appelé Tásos Bakasétas (Τάσος Μπακασέτας), né le 28 juin 1993 à Corinthe, est un footballeur international grec qui évolue au poste de milieu de terrain au Panathinaïkós.

## Biographie

### Asteras Tripolis
Il a commencé sa carrière de footballeur au centre de formation d’Asteras Tripolis et en 2010, il a été promu en première équipe du club, en prenant le numéro 12. Lors de la saison 2010-11, il a fait cinq apparitions en championnat et deux en coupe. Il fait sa première apparition en championnat, débutant comme titulaire lors d’une défaite de son équipe contre Xanthi. En coupe, il fait sa première apparition lors d’une défaite 1-0 contre l’Olympiacos. Il fait sa dernière apparition pour la saison 2010-11 contre l’AEK FC le 16 janvier 2011.

#### Prêt à Thrasybulus Fylis
Lors du mercato de janvier 2010-2011, il est prêté au Thrasyvoulos Fylis. Il a joué 10 fois avec Thrasyvoulos, marquant un but lors d’une victoire contre Ethnikos Asteras le 28 février 2011. Il retourne à l’Asteras Tripolis à la fin de la saison 2010-11.

#### Prêt à l’Aris Thessalonique
En janvier 2014, il est de nouveau prêté pour six mois à l’Aris Thessalonique. Il fait sa première apparition pour Aris lors d’une défaite 4-3 à l’extérieur contre Levadiakos, marquant deux buts dans le match. Il a marqué un but de plus avant la fin de son prêt. À la fin de la saison, il retourne à nouveau dans l’équipe de Tripoli.

#### Retour à Asteras Tripolis
À l’été 2014, lors du match à domicile contre l'équipe finlandaise de Rovaniemi, il a marqué son premier but dans une compétition européenne de clubs, le quatrième de son équipe dans ce match, consolidant la victoire d'Asteras Tripolis et assurant efficacement la qualification pour le prochain tour de la Ligue Europa (2014-15). 
Quelques jours plus tard, en août 2014, il renouvelle son partenariat avec le club d'Asteras Tripolis jusqu’à l’été 2017. 

### Panionios
Au bout de cinq mois, en janvier 2015, il met fin à sa coopération avec l’équipe de Tripoli pour continuer chez Panionios, avec qui il signe un contrat de deux ans. 

### AEK Athènes
En juin 2016, il a été transféré à l’AEK, signant un contrat de trois ans. 

### Alanyaspor
En juin 2019, il a rejoint le club turc d’Alanyaspor, où il est resté pendant deux ans, faisant 53 apparitions avec 17 buts.

### Trabzonspor
Le 14 février 2021, il a fait sa première apparition avec le turc Trabzonspor.

## Statistiques
| Saison                | Club                  | Championnat           | Championnat | Championnat | Championnat | Coupe(s) nationale(s) | Coupe(s) nationale(s) | Coupe(s) nationale(s) | Supercoupe | Supercoupe | Supercoupe | Compétition(s) continentale(s) | Compétition(s) continentale(s) | Compétition(s) continentale(s) | Compétition(s) continentale(s) | Grèce | Grèce | Grèce | Total | Total | Total |
| Saison                | Club                  | Division              | M.          | B.          | P.d.        | M.                    | B.                    | P.d.                  | M.         | B.         | P.d.       | Comp.                          | M.                             | B.                             | P.d.                           | M.    | B.    | P.d.  | M.    | B.    | P.d.  |
| 2009-2010             | PAE Asteras Tripolis  | Super League          | 1           | 0           | 0           | 2                     | 0                     | 0                     | -          | -          | -          | -                              | -                              | -                              | -                              | -     | -     | -     | 3     | 0     | 0     |
| 2010-2011             | PAE Asteras Tripolis  | Super League          | 5           | 0           | 0           | -                     | -                     | -                     | -          | -          | -          | -                              | -                              | -                              | -                              | -     | -     | -     | 5     | 0     | 0     |
| 2011                  | Thrasývoulos Fylís    | Football League       | 10          | 1           | 0           | -                     | -                     | -                     | -          | -          | -          | -                              | -                              | -                              | -                              | -     | -     | -     | 10    | 1     | 0     |
| 2011-2012             | PAE Asteras Tripolis  | Super League          | 9           | 1           | 0           | 1                     | 0                     | 0                     | -          | -          | -          | -                              | -                              | -                              | -                              | -     | -     | -     | 10    | 1     | 0     |
| 2012-2013             | PAE Asteras Tripolis  | Super League          | 10          | 2           | 0           | 1                     | 0                     | 0                     | -          | -          | -          | C3                             | 4                              | 0                              | 1                              | -     | -     | -     | 15    | 2     | 1     |
| 2013-2014             | PAE Asteras Tripolis  | Super League          | 9           | 0           | 1           | 2                     | 0                     | 0                     | -          | -          | -          | C3                             | 1                              | 0                              | 0                              | -     | -     | -     | 12    | 0     | 1     |
| Sous-total            | Sous-total            | Sous-total            | 45          | 4           | 1           | 6                     | 0                     | 0                     | -          | -          | -          | -                              | 5                              | 0                              | 1                              | -     | -     | -     | 56    | 4     | 2     |
| 2014                  | Aris Salonique        | Super League          | 10          | 3           | 0           | -                     | -                     | -                     | -          | -          | -          | -                              | -                              | -                              | -                              | -     | -     | -     | 10    | 3     | 0     |
| 2014-2015             | Aris Salonique        | Super League          | 8           | 1           | 0           | 2                     | 0                     | 0                     | -          | -          | -          | C3                             | 6                              | 1                              | 1                              | -     | -     | -     | 16    | 2     | 1     |
| Sous-total            | Sous-total            | Sous-total            | 18          | 4           | 0           | 2                     | 0                     | 0                     | -          | -          | -          | -                              | 6                              | 1                              | 1                              | -     | -     | -     | 26    | 5     | 1     |
| 2015                  | Paniónios GSS         | Super League          | 13          | 1           | 4           | 1                     | 0                     | 0                     | -          | -          | -          | -                              | -                              | -                              | -                              | -     | -     | -     | 14    | 1     | 4     |
| 2015-2016             | Paniónios GSS         | Super League          | 30          | 11          | 7           | 6                     | 1                     | 1                     | -          | -          | -          | -                              | -                              | -                              | -                              | 2     | 0     | 0     | 38    | 12    | 8     |
| Sous-total            | Sous-total            | Sous-total            | 43          | 12          | 11          | 7                     | 1                     | 1                     | -          | -          | -          | -                              | -                              | -                              | -                              | 2     | 0     | 0     | 52    | 13    | 12    |
| 2016-2017             | AEK Athènes           | Super League          | 23          | 4           | 1           | 5                     | 2                     | 0                     | -          | -          | -          | C3                             | 2                              | 0                              | 0                              | 7     | 0     | 0     | 37    | 6     | 1     |
| 2017-2018             | AEK Athènes           | Super League          | 27          | 6           | 6           | 9                     | 2                     | 3                     | -          | -          | -          | C3                             | 8                              | 0                              | 0                              | 5     | 0     | 0     | 49    | 8     | 9     |
| 2018-2019             | AEK Athènes           | Super League          | 22          | 4           | 2           | 3                     | 1                     | 0                     | -          | -          | -          | C1                             | 5                              | 1                              | 1                              | 11    | 1     | 0     | 41    | 7     | 3     |
| Sous-total            | Sous-total            | Sous-total            | 72          | 14          | 9           | 17                    | 5                     | 3                     | -          | -          | -          | -                              | 15                             | 1                              | 1                              | 23    | 1     | 0     | 127   | 21    | 13    |
| 2019-2020             | Alanyaspor            | Super Lig             | 34          | 10          | 5           | 9                     | 4                     | 3                     | -          | -          | -          | -                              | -                              | -                              | -                              | -     | -     | -     | 43    | 14    | 8     |
| 2020-2021             | Alanyaspor            | Super Lig             | 19          | 7           | 2           | 2                     | 0                     | 2                     | -          | -          | -          | C3                             | 1                              | 0                              | 0                              | 8     | 2     | 2     | 30    | 9     | 6     |
| Sous-total            | Sous-total            | Sous-total            | 53          | 17          | 7           | 11                    | 4                     | 5                     | -          | -          | -          | -                              | 1                              | 0                              | 0                              | 8     | 2     | 2     | 73    | 23    | 14    |
| 2021                  | Trabzonspor           | Super Lig             | 19          | 6           | 2           | 2                     | 0                     | 2                     | -          | -          | -          | -                              | -                              | -                              | -                              | 9     | 3     | 1     | 30    | 9     | 5     |
| 2021-2022             | Trabzonspor           | Super Lig             | 34          | 8           | 4           | 5                     | 1                     | 1                     | -          | -          | -          | C4                             | 4                              | 0                              | 3                              | 3     | 0     | 1     | 46    | 9     | 9     |
| 2022-2023             | Trabzonspor           | Super Lig             | 19          | 6           | 5           | 2                     | 0                     | 2                     | 1          | 1          | 0          | C1+C3+C4                       | 2+6                            | 1+3                            | 0+4                            | 9     | 5     | 2     | 39    | 16    | 13    |
| 2023-2024             | Trabzonspor           | Super Lig             | -           | -           | -           | -                     | -                     | -                     | -          | -          | -          | -                              | -                              | -                              | -                              | 4     | 0     | 0     | 4     | 0     | 0     |
| Sous-total            | Sous-total            | Sous-total            | 72          | 20          | 11          | 9                     | 1                     | 5                     | 1          | 1          | 0          | -                              | 12                             | 4                              | 7                              | 25    | 8     | 4     | 119   | 34    | 27    |
| Total sur la carrière | Total sur la carrière | Total sur la carrière | 301         | 71          | 39          | 52                    | 11                    | 14                    | 1          | 1          | 0          | -                              | 39                             | 5                              | 10                             | 57    | 11    | 6     | 450   | 99    | 69    |

## Palmarès

### En club
AEK Athènes FC
- Finaliste de la Coupe de Grèce en 2017
- Vainqueur du Championnat de Grèce en 2018

 Trabzonspor

- Vainqueur du Championnat de Turquie de football en 2022
- Vainqueur de la Supercoupe de Turquie de football en 2022.

### En équipe nationale
- Équipe de Grèce des moins de 19 ans
  - Finaliste du Championnat d'Europe de football des moins de 19 ans en 2012

### Distinctions individuelles
- Meilleur joueur grec évoluant à l'étranger en 2022[2].